# International Truck of the Year
International Truck of the Year è un premio che viene assegnato dalla Association of Commercial Vehicle Editors all'autocarro che durante l'anno precedente si è segnalato come migliore novità in commercio.

## Contesto
L'idea del premio è nata grazie ad un giornalista britannico e la prima elezione è avvenuta nel 1977 con la semplice dicitura di "Truck of the Year". L'ampliamento della base votante a giornalisti di altre nazioni ha portato alla modifica del nome in quella attuale in occasione dell'edizione del 1978.
La scelta del modello da premiare avviene nel dicembre dell'anno precedente e coinvolge ormai giornalisti di 19 paesi (per l'Italia partecipano i giornalisti della rivista specializzata Vie&Trasporti. In particolare il presidente del premio è Gianenrico Griffini).
Dalla stessa associazione sono stati in seguito istituiti anche i premi Bus & Coach of the Year e Van of the Year.